# ファットマン (ゲーム)
『ファットマン』(FATMAN)は、1989年10月にアメリカ合衆国のアクティビジョンより発売されたPC/AT互換機用2D対戦型格闘ゲーム。原題は『Tongue of the Fatman』。
主人公のカンフーチャンピオン「レックス」がジャバ・ザ・ハットのごとき巨漢の帝王「マンデュー・ザ・ファット」に挑む内容となっている。エイリアンやロボットなどSF色あふれる世界観や食べられたり圧死したりなどのショッキングな残虐シーンを特徴としている。
開発は『上海II ドラゴンズアイ』（1990年）を手掛けたブライアン・A・ライスが行い、ゲーム・デザインはブライアンと『F-14 Tomcat』（1990年）を手掛けたマーク・D・ウォーターマンが担当、音楽は『The Last Ninja』（1987年）を手掛けたラッセル・リエブリックが担当している。
1990年に欧米にてコモドール64用ソフトとして『Mondu's Fight Palace - Tounge Of The Fatman』のタイトルで発売された。日本国内ではサンリツ電気よりメガドライブ用ソフト『ファットマン』のタイトルで発売され、その後日本国外にて『Slaughter Sport』のタイトルで発売された。

## ゲーム内容
ゲームシステムとしては『ストリートファイターII』（1991年）より前の世代であり、ガードと投げがない。その副産物として、左右任意の方向を向くことができる。ショップで攻撃用等各種アイテムを購入、戦闘中に特定の操作で使用できる点は日本の対戦格闘ゲームから見るとやや珍しい。対戦時等「レックス」以外のキャラクターを使うには隠しコマンドが必須。

## 移植版
| No. | タイトル                     | 発売日                        | 対応機種     | 開発元                 | 発売元                 | メディア                | 型式            | 備考 |
| --- | ---------------------------- | ----------------------------- | ------------ | ---------------------- | ---------------------- | ----------------------- | --------------- | ---- |
| 1   | Mondu's Fight Palace         | 1990年                        | コモドール64 | ブライアン・ A・ライス | アクティビジョン       | フロッピーディスク      | -               |      |
| 2   | ファットマン Slaughter Sport | 1990年10月12日 1991年12月20日 | メガドライブ | Mediagenic             | サンリツ電気 Razorsoft | 5メガビットロムカセット | T-44013 T-56046 |      |

## スタッフ
PC/AT互換機版
- プログラミング：ブライアン・A・ライス
- デザイン：マーク・D・ウォーターマン、ブライアン・A・ライス
- グラフィック、アートワーク：マーク・D・ウォーターマン
- プロデューサー：マイケル・スアレス
- アソシエイト・プロデューサー：マイケル・レイサム、ウェイン・タウンセンド
- プロダクト・マネージメント：ケリー・フロック
- パッケージ・コンセプト、デザイン：マーク・D・ウォーターマン
- プレイテスティング：トム・ベラミー、ジェフ・グラジア、スティーヴ・アイメス、スチュワート・パーキンス、ケリー・ズマク
- プレイヤーズ・ガイド：アレックス・エデルスタイン、ケリー・フロック、ニコラス・ラブロフ
- 音楽、効果音：ラッセル・リエブリック
- パッケージ・アートデザイン：ロバート・スコンフィック

## 評価
メガドライブ版
ゲーム誌『ファミコン通信』の「クロスレビュー」では合計27点（満40点）となっている。
- ゲーム誌『メガドライブFAN』の読者投票による「ゲーム通信簿」での評価は以下の通りとなっており、14.31点（満30点）となっている[2]。

| 項目 | キャラクタ | 音楽 | 操作性 | 熱中度 | お買得度 | オリジナリティ | 総合  |
| 得点 | 3.06       | 2.06 | 1.78   | 2.41   | 2.00     | 3.00           | 14.31 |
- ゲーム本『メガドライブ大全』（2004年、太田出版）では、ゲームタイトルに関して「誰が聞いても耳を疑う」と表現した上で本作を「メガドラ史上に輝く格闘アクション」と位置付けており、最強のボスキャラクターを肥満体にした事とタイトルに冠した事を「センスを評価したい」と肯定的に評価した[10]。